# Sophie Hosking
Sophie Hannah Marguerite Hosking (Edimburgo, 25 gennaio 1986) è un'ex canottiera britannica.
Ha vinto la medaglia d'oro olimpica nel canottaggio alle Olimpiadi 2012 svoltesi a Londra, in particolare nella gara di 2 di coppia pesi leggeri femminile insieme a Katherine Copeland.
A livello di campionati del mondo ha conquistato, in diverse specialità, una medaglia d'argento (2007) e tre medaglie di bronzo (2006, 2009 e 2011).